# 鄭良斌
鄭良斌（1902年—1997年），民国时期香港、上海著名航运业实业家。生于上海，祖籍浙江宁波府镇海县郑氏十七房。

## 生平
1902年4月生于上海，家族早年即在岭南、广东经营轮船航运业务，郑因此居广东，肄业于岭南大学理科。后在赴上海转入东吴大学法科毕业。1924年随家人迁居香港，继承家族生意在香港、上海经营轮船航运业务。又与董浩云、顾宗瑞等合伙经营轮船。
曾任中华轮船股份有限公司常务董事兼船舶部部长。曾任上海远通轮船公司总经理、上海恒安轮船公司总经理。又投资新闻出版业，任国民新闻报总经理。郑亦擅长造船和船舶设计并投资机械工业，任公用电机制造有限公司董事长、恒安机器造船厂经理，并任上海市机械工业联合会理事。1942年，任虞洽卿创办的宁绍商轮公司总经理，及宁绍保险公司总经理。后任上海市民营轮船业同业公会理事长。

## 遗迹
- 今上海长乐路1221号原郑良斌公馆[4][需要較佳来源]。